# 鈴木文明
鈴木 文明（すずき ふみあき、1956年6月10日 - 2011年12月16日）は、日本の社会学、体育学研究者。名寄市立大学教授。コリアNGOセンター専門委員。愛称は名前を音読みした「ぶんめい」。

## 来歴
愛知県に生まれる。中京大学大学院体育学研究科修士課程（社会体育学専攻）修了。青年期より柔道に取り組む。1987年、北海道拓殖短期大学（現拓殖大学北海道短期大学）講師、助教授を経て、1998年より市立名寄短期大学助教授。2004年同教授に就任。2010年より名寄市立大学短期大学部長。2011年12月16日、名寄市内で急逝、享年55。
社会体育学の分野から地域スポーツ論、スポーツを通じた保育、教育論などの研究業績がある。近年は在日朝鮮人などの社会マイノリティとスポーツの関わりに着目。地域の民衆史研究でも業績を残した。
2011年11月には平壌で行われた2014 FIFAワールドカップ・アジア3次予選北朝鮮対日本戦の観戦のため訪朝し、レポートを記している。

## 主な論文、著書
- 「2002FIFAワールドカップと在日朝鮮人」『W杯サッカー日韓共同開催をめぐる地域変動』（代表著者:松村和則、筑波大学、2004年）
- 「2002FIFA ワールドカップと在日朝鮮人集住地区」『メガ・スポーツイベントの社会学』（松村和則編、南窓社、2006年）
- 編集『体育・スポーツ社会学研究』（日本体育学会編、1985年-1987年）